# ديردفيل (فلم)
ديردفيل (بالإنجليزية: Daredevil) هو فيلم حركة تم إنتاجه في الولايات المتحدة وصدر في سنة 2003. من بطولة بن أفليك وجينيفر غارنر ومايكل كلارك دانكن وكولين فاريل وجو بانتوليانو.

## القصة
رجل أصيب بالعمى بسبب النفايات السامة التي عززت أيضا حواسه المتبقية يحارب الجريمة كبطل خارق مستخدما الفنون القتالية.

## الميزانية والإيرادات
بلغت تكلفة إنتاج الفيلم حوالي 78 مليون دولار بينما حقق أرباحا تقدر بـ 179.1 مليون دولار.

## وصلات خارجية
- مقالات تستعمل روابط فنية بلا صلة مع ويكي بيانات